# Syncephalis fasciculata
Syncephalis fasciculata är en svampart som beskrevs av Tiegh. 1875. Syncephalis fasciculata ingår i släktet Syncephalis och familjen Piptocephalidaceae.   Inga underarter finns listade i Catalogue of Life.